# Kukkia
Le Kukkia ou Kukkiajärvi est un lac situé à Pälkäne et Hämeenlinna en Finlande,.

## Présentation
Le lac Kukkia a une superficie de 43,9 kilomètres carrés et une altitude de 86,6 mètres.
Le lac est une zone protégée dans le cadre du programme Natura 2000 (FI0328004). 
On y trouve des plantes aquatiques rares comme la pilulaire ou la littorelle à une fleur,.

## Îles lacustres
Le lac compte 527 îles dont la  superficie totale est de 397 hectares, ce qui représente environ 8,3% de la superficie totale du lac. Parmi ces îles, 44 font plus d'un hectare, 348 font plus d'un acre et les 135 autres font moins d'un acre. 
La plus grande île est Evinsalo, qui couvre une superficie de 170 hectares.
L'archipel de la partie ouest du lac a de nombreuses grandes îles dont Iso-Vekuna (62 ha), Vähä-Vekuna, Iso-Kouvolainen, Niittysaari, Urittu, Vähät Ahosaaret, Pärnäsaari, Kukkiasaari et Rajalansaari,.